# هنري سلون كوفين
هنري سلون كوفين (بالإنجليزية: Henry Sloane Coffin)‏ هو عالم عقيدة أمريكي، ولد في 5 يناير 1877 في مانهاتن في الولايات المتحدة، وتوفي في 25 نوفمبر 1954 في لايكفيل ‏ في الولايات المتحدة.

## وصلات خارجية
- هنري سلون كوفين على موقع الموسوعة البريطانية (الإنجليزية)
- هنري سلون كوفين على موقع إن إن دي بي (الإنجليزية)